# Хоцимув
Хоцимув (пол. Chocimów) — село в Польщі, у гміні Кунув Островецького повіту Свентокшиського воєводства.
Населення — 319 осіб (2011).
У 1975-1998 роках село належало до Келецького воєводства.

## Демографія
Демографічна структура на день 31 березня 2011 року:
|          | Загалом | Допрацездатний вік | Працездатний вік | Постпрацездатний вік |
| -------- | ------- | ------------------ | ---------------- | -------------------- |
| Чоловіки | 163     | 34                 | 114              | 15                   |
| Жінки    | 156     | 29                 | 86               | 41                   |
| Разом    | 319     | 63                 | 200              | 56                   |